# Mémorial Primo-Nebiolo
Le Mémorial Primo-Nebiolo est une compétition internationale d'athlétisme se déroulant une fois par an au Stade Primo-Nebiolo de Turin, en Italie. 
Disputé pour la première fois en 1963, le meeting de Turin prend fin en 1983. Il renait en 1995 sous le nom de « Meeting Internazionale di Atletica Leggera Città di Torino » et figure régulièrement au calendrier du Grand Prix de l'IAAF. En 2000, le meeting est rebaptisé Mémorial Primo Nebiolo en hommage à l'ancien président de l'Association internationale des fédérations d'athlétisme, décédé l'année précédente.
Il fait partie en 2011 du circuit européen de l'European Outdoor Premium Meetings.